# Escrita cuneiforme

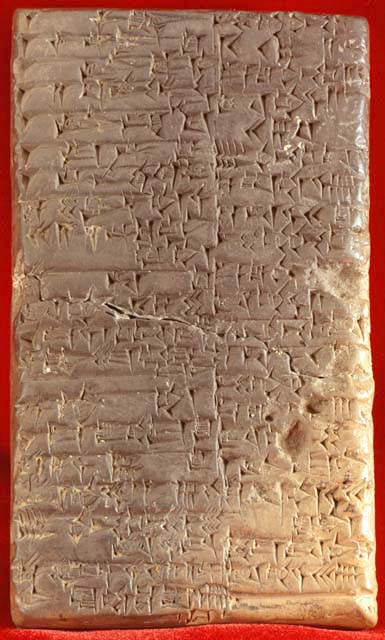
Escrita Cuneiforme

Mapa dos principais sítios onde foram encontrados exemplares de escrita cuneiforme

A escrita cuneiforme é a designação geral dada a certos tipos de escrita feitas com auxílio de objetos em formato de cunha. É, juntamente com os hieróglifos egípcios, o mais antigo tipo conhecido de escrita, tendo sido criado pelos sumérios cerca de 3 200 a.C. Inicialmente, a escrita representava formas do mundo (pictogramas). Com o passar do tempo, por praticidade, as formas foram se tornando mais simples.
Os primeiros pictogramas eram gravados em tabuletas, potes de argila, em sequências verticais de escrita com um estilete feito de cana que gravava traços verticais, horizontais e oblíquos. Até então duas novidades tornaram o processo mais rápido e fácil: as pessoas começaram a escrever em sequências horizontais (rotacionando os pictogramas no processo), e um novo estilete em cunha inclinada passou a ser usado para empurrar o barro, enquanto produzia sinais em forma de cunha. Ajustando a posição relativa da tabuleta ao estilete, o escritor poderia usar uma única ferramenta para fazer uma grande variedade de signos.
Tabuletas cuneiformes podiam ser tostadas em fornos para prover um registro permanente; ou as tabuletas poderiam ser reaproveitadas se não fosse preciso manter os registros por longo tempo. Muitas das tabuletas achadas por arqueólogos foram preservadas porque foram tostadas durante os ataques incendiários de exércitos inimigos, contra os edifícios nos quais as tabuletas eram mantidas.
A escrita cuneiforme foi adotada subsequentemente pelos acadianos, babilônicos, elamitas, hititas e assírios e adaptada para escrever em seus próprios idiomas; foi extensamente usada na Mesopotâmia durante aproximadamente 3 mil anos, apesar da natureza silábica do manuscrito (como foi estabelecido pelos sumérios) não ser intuitiva aos falantes de idiomas semíticos. Antes da descoberta da civilização Suméria, o uso da escrita cuneiforme apesar das dificuldades levou muitos filólogos a suspeitar da existência de uma civilização precursora à babilônica. A sua invenção ficou a dever-se às necessidades de administração dos palácios e dos templos (cobrança de impostos, registro de cabeças de gado, medidas de cereal, etc.).
Os registros mais antigos foram produzidos entres os anos 3400 e 3000 a.C. e são provenientes do sul da Mesopotâmia, em especial da antiga cidade de Uruk, atual Iraque.
O último documento registrado em escrita cuneiforme da sociedade da Mesopotâmia é um almanaque astronômico datado de 75 d.C., onde estão anotados os movimentos dos astros mês a mês.